# Schiedsrichter im Tennis

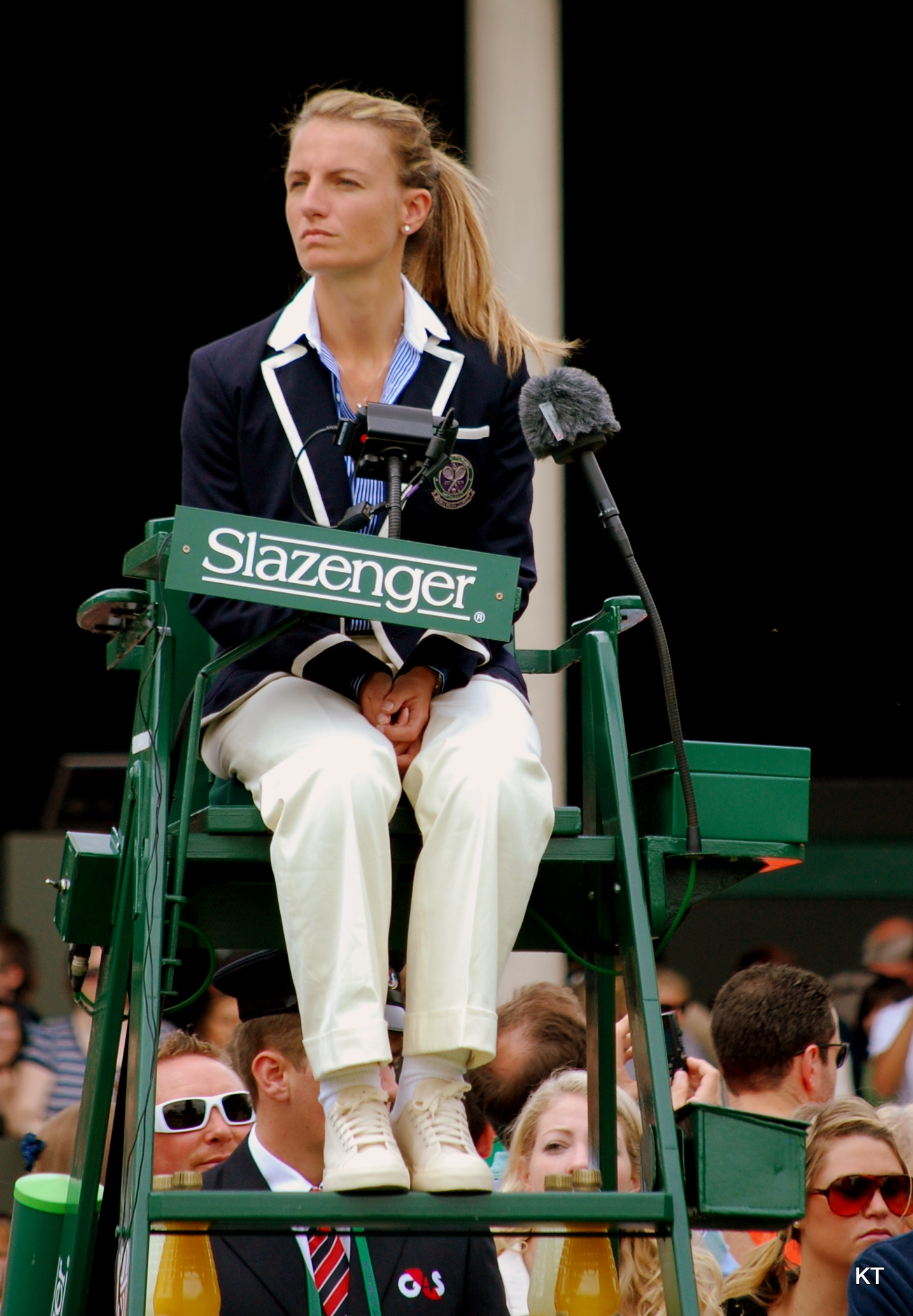
Eva Asderaki, Stuhlschiedsrichterin in Wimbledon, 2011

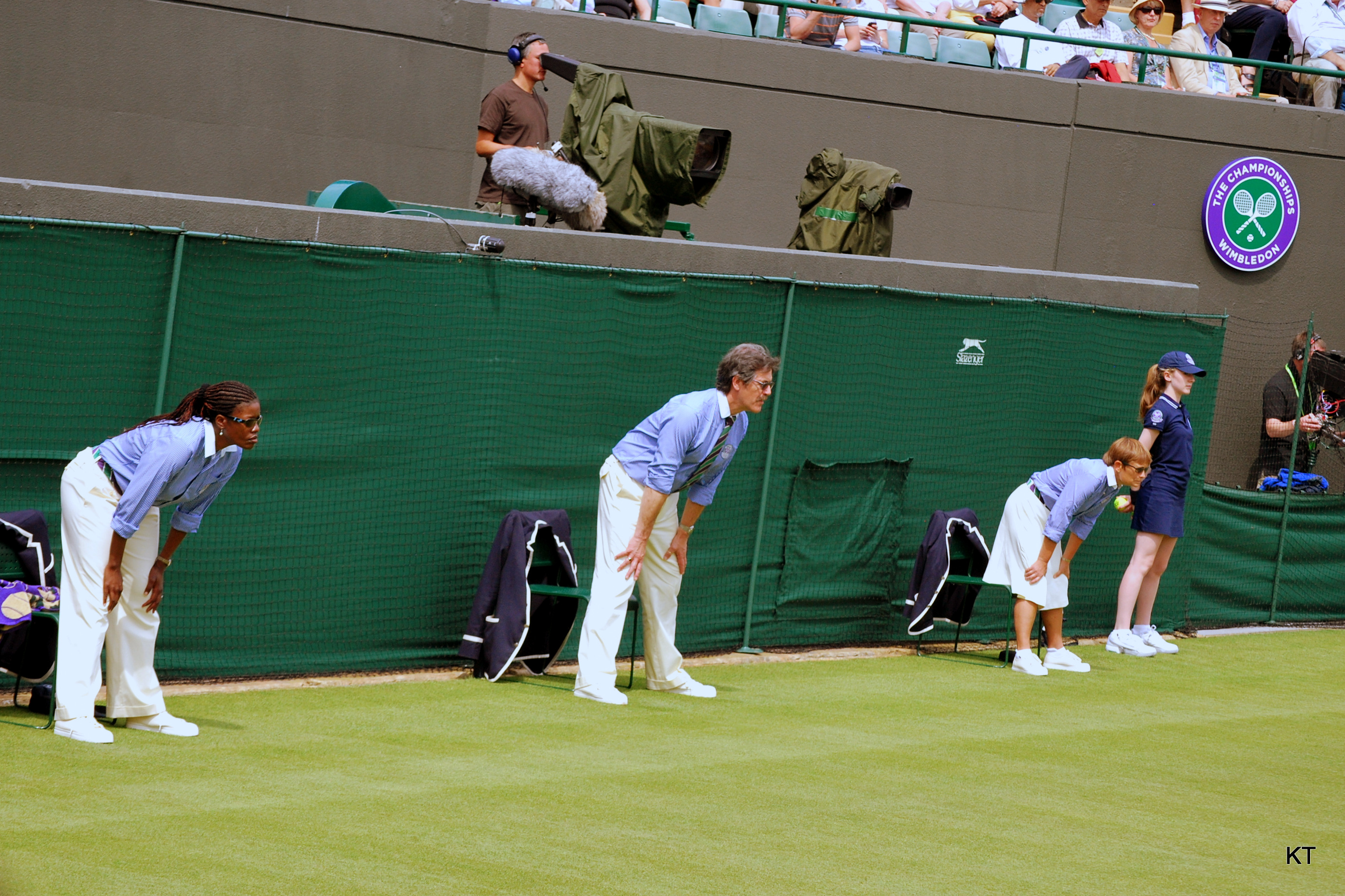
Linienrichter in Wimbledon, 2012

Im Tennis gibt es vier Arten von Schiedsrichtern: der Stuhlschiedsrichter (englisch Chair Umpire), der Linienrichter (englisch Line Umpire), der Oberschiedsrichter (englisch Referee) und der Chief (Hauptschiedsrichter) (englisch Chief Umpire). Diese Offiziellen sind in zwei Kategorien unterteilt: Offizielle auf dem Spielfeld und Offizielle außerhalb des Spielfelds. Zu den Offiziellen auf dem Spielfeld gehören der Stuhlschiedsrichter und der Linienrichter.

## Arten der Schiedsrichter
- Der Stuhlschiedsrichter sitzt auf Höhe des Netzes auf einem Hochstuhl. Er ist für die gesamte regelgerechte Durchführung eines Matches verantwortlich. Die Regeln sind umfangreich und bis ins letzte ausgefeilt.[1]
- Linienrichter stehen am unteren Ende der Hierarchie, da sie direkt dem Stuhlschiedsrichter unterstellt sind und von ihm überstimmt (englisch Overrule) werden können. Durch den Einsatz des Hawk-Eye verlieren sie zunehmend an Bedeutung. Sie waren für die Beurteilung zuständig, ob ein Ball im Spiel- beziehungsweise Aufschlagfeld oder außerhalb gelandet ist und ob ein Spieler einen Fußfehler beim Aufschlag begangen hat. Es bleibt ihre Aufgabe, Tennisspieler zu begleiten, wenn sie den Court für Toilettenpausen oder zum Kleiderwechsel verlassen.
- Früher gab es noch die Netz(Schieds)richter (englisch Net Umpire), die eine Netzberührung des Balles beim Aufschlag festzustellen hatten. Sie wurden durch elektronische Systeme ersetzt.

Die Offiziellen außerhalb des Spielfelds sind im Wesentlichen der Oberschiedsrichter (englisch Referee) und der Chief. 
- Der Oberschiedsrichter wird bei rechtlichen Fragen zu den Spielregeln hinzugezogen, darf aber nicht über Tatsachen entscheiden. Er ist auch für eine Spielunterbrechung oder Disqualifikation eines Spielers zuständig. Er teilt Schiedsrichtern auf dem Spielfeld ein und ist für deren Ersatz bei Bedarf verantwortlich. Er achtet dabei darauf, dass der Schiedsrichter nicht aus einem Land stammt, dem die jeweiligen Spieler angehören. Der Oberschiedsrichter ist auch für die Auslosung des Turniers gemäß den Wettbewerbsbestimmungen verantwortlich. Die Durchführung der Auslosung umfasst die Bestimmung der Setzliste sowie die Platzierung der Freilose und Spieler im Teilnehmerfeld. Der Schiedsrichter arbeitet mit den Turnierorganisatoren zusammen, um die Spiele zu planen. Der Oberschiedsrichter ist normalerweise nur während einer medizinischen Auszeit (Medical Time Out) auf dem Platz zu sehen. Aufgrund der komplexen Regelungen zu medizinischen Auszeiten begleitet der Schiedsrichter den Physiotherapeuten auf das Spielfeld. Der Oberschiedsrichter steht über dem Stuhlschiedsrichter.
- Der Chief steht an der Spitze der Hierarchie und hat meist Managementaufgaben zu lösen. Er wird hauptsächlich bei großen professionellen Turnieren eingesetzt und ist für die Rekrutierung und Einstellung von Schiedsrichtern für das Turnier verantwortlich.
- Seit den US Open 2023 kommt ein Video Review System zum Einsatz, mit dem verschiedene Regelverstöße nachverfolgt werden können. Hierzu gehören das zweimalige Auftreffen des Balls (Anmerkung: im Rollstuhltennis zulässig), eine Unzulässige Netzberührung durch den Spieler oder seinen Schläger oder das regelwidrige Auftreffen des Balls am Körper des Spielers. Videoschiedsrichter (englisch VR official) werten dies aus und projizieren bei Bedarf das Video an den Stuhlschiedsrichter und eine Videowand.

## Laufbahn
Es gibt drei von der International Tennis Federation (ITF) genehmigte Schiedsrichterstufen. Nachdem jemand bei nicht-professionellen Veranstaltungen als Schiedsrichter tätig war, kann er am „Level 1“-Programm teilnehmen, um ein „grünes Abzeichen“ zu erhalten. Der Unterricht erfolgt auf Französisch und/oder Spanisch und richtet sich speziell an Schiedsrichter in Süd- und Mittelamerika sowie Afrika. Die Ausbildung für den „Level 2“ wird nur auf Englisch unterrichtet und richtet sich an Schiedsrichter, die bereits ihre Fähigkeiten bei Events auf dem ITF Pro Circuit, im Davis Cup oder Billie Jean King Cup (Fed Cup) sowie von der Association of Tennis Professionals (ATP) und der Women’s Tennis Association (WTA) genehmigten Events unter Beweis gestellt haben. 1999 haben sich ITF, ATP und WTA auf ein einheitliches Zertifizierungsverfahren geeinigt. Hierzu gehört auch ein Sehtest. Das Mindestalter beträgt 16 Jahre. Ein Höchstalter gibt es nicht, jedoch sind Einsätze im Rentneralter wegen nachlassender Reflexe und Sehschärfe eher selten.
In Deutschland erfolgt eine Laufbahn über eine C-Lizenz, gefolgt von der B-Lizenz bis zur A-Lizenz. Nach entsprechender Erfahrung und Bewährung kann der Kandidat durch die Deutsche Tennis Schiedsrichter Vereinigung (DTSV) an die ITF für internationale Einsätze gemeldet werden. So ein Schiedsrichter erhält ein „weißes Abzeichen“. Deutschland verfügt derzeit über 14 internationale Schiedsrichter (Bronze Badge oder höher).
Diejenigen Schiedsrichter, die eine „Level 3“-Ausbildung erfolgreich beendet haben, beginnen als Schiedsrichter mit einem „Bronze-Abzeichen“ und können nach einer Überprüfung ihrer Einsätze und Leistungen in der jährlichen Überprüfung, die von der ITF, ATP und WTA durchgeführt wird, zum Träger eines „Silber-Abzeichens“ und dann zum höchsten Level, dem Schiedsrichter mit „Gold-Abzeichen“ (Gold Badge) befördert werden. Dies kann ein langwieriger Prozess sein, beispielsweise brauchte Eva Asderaki, die am 11. September 2011 das Dameneinzel-Finale der US Open leitete, vier Jahre, um vom Bronze-Abzeichen zum Silber-Abzeichen befördert zu werden. Teilweise wurden Inhaber der Bronze-, Silber- und Gold-Badges auch als Linienrichter eingesetzt. Durch den Einsatz des Electronic Line Calling (ELC) (ab 2006) konnten Entscheidungen der Linienrichter zunächst von den Spielern überprüft werden. Durchgesetzt hat sich die Hawk-Eye-Technologie. Mit den Australian Open 2021 verzichtete man zugunsten des weiterentwickelten „Hawk-Eye live“ bei einem Grand-Slam-Turnier erstmals gänzlich auf Linienrichter, was danach auch von den US Open und Wimbledon Championships übernommen wurde. Ab 2025 wird es neben den French Open auch bei allen anderen Turnieren der ATP Tour verpflichtend eingesetzt. Nachdem die Ansagen des Stuhlschiedsrichters jeweils in der Landessprache erfolgen, müssen entsprechende englische Ausdrücke bei den French Open (als L´arbitre de chaise) auch in Französisch beherrscht werden.

## Honorierung
Die Honorierung der Stuhlschiedsrichter macht nur einen Bruchteil der Preisgelder der Tennisspieler aus. Dies ging so weit, dass im Jahr 2011 einige Schiedsrichter die US Open boykottierten, weil nach ihrer Auffassung die Bezahlung nicht lohnte. Deshalb sah man in den ersten Runden einige Schiedsrichter auf niedrigerem Niveau als solche mit dem Gold-Abzeichen, die Spiele leiteten.
Ab 2024 wurde als Honorar für die professionellen Schiedsrichter durch die ITF ein Mindesthonorar bei der ITF World Tennis Tour W60, W80 and W100 empfohlen. Das Honorar wird pro Tag bezahlt. Es beträgt für einen International Chair Umpire 825 $. Bei der ITF World Tennis Tour M15, W15, M25 beträgt es für einen International Chair Umpire 750 $. Inhaber des „weißen Abzeichens“ erhalten 550 $. Ausdrücklich weist die ITF darauf hin, dass das jeweilige Honorar durch den Veranstalter angemessen angepasst werden soll. Bei höherwertigen Turnieren wurde es auf 1500 £ (1755 €) pro Tag festgelegt, für die Leitung eines Grand-Slam-Finales auf 5000 £ (5852 €). Obwohl das Preisgeld für Damen und Herren bei den Grand-Slam-Turnieren von den US Open 1973 bis Wimbledon 2007 sukzessive vollständig angeglichen wurde, berechnete die Financial Times 2022, dass abseits der Grand-Slam-Turniere auf der Herren-Tour insgesamt 75 Prozent mehr Preisgeld als auf der der Damen ausgeschüttet wird. Die Unterschiede werden mit der höheren Bewertung des Herren-Tennis am Werbemarkt und bei den TV-Rechten begründet. Diesen Unterschied sieht man auch bei der Bezahlung der Schiedsrichterinnen, obwohl diese ebenso Spiele der Herren leiten. So erhalten Schiedsrichterinnen nur rund die Hälfte des Honorars der Männer. Zusätzlich werden Spesen für Flüge, Hotelaufenthalte und Verpflegung erstattet. Stuhlschiedsrichter der Finalmatches werden bei den Siegerehrungen der Grand-Slam-Turniere mit einem kleinen Silberteller geehrt.
Führende Schiedsrichter verdienen bis zu 450.000 $ oder mehr pro Jahr, wenn sie regelmäßig Grand-Slam-Turniere leiten, das ganze Jahr über arbeiten und dabei um die Welt reisen. Ein Linienrichter verdient 30–40 % dieses Betrags. Ein professioneller Schiedsrichter, der neu auf der Tour beginnt, erhält bei ganzjähriger Arbeit 60.000 bis 70.000 $ pro Jahr.

## Aktuelle Gold-Badge-Schiedsrichter
Drei Schiedsrichter und zwei Schiedsrichterinnen aus Deutschland zählen zu den Schiedsrichtern mit einem Gold-Abzeichen (Stand: 2024). Um dieses Level zu erreichen vergehen an die zehn Jahre intensiver Schiedsrichtertätigkeit, wobei die lange Schiedsrichtertätigkeit keine Garantie dafür ist, das oberste Level zu erreichen. Unter den Gold-Badge-Schiedsrichtern wird darüber hinaus noch differenziert. Weltweit haben nur acht der Gold-Badge-Schiedsrichter auch den Status eines Oberschiedsrichters.
| Stuhlschiedsrichter |
| ------------------- |
| Ali Nili            |
| Arnaud Gabas        |
| Carlos Ramos        |
| Damien Dumusois     |
| Emmanuel Joseph     |
| Fergus Murphy       |
| Gianluca Moscarella |
| Jake Garner         |
| James Keothavong    |
| John Blom           |
| Kader Nouni         |
| Manuel Messina      |
| Mohamed El Jennati  |
| Mohamed Lahyani     |
| Pierre Bacchi       |
| Renaud Lichtenstein |
| Roland Herfel       |
| Richard Haigh       |
| Adel Nour           |
| Tom Sweeney         |
| Nico Helwerth       |
| Nacho Forcadell     |
| Timo Janzen         |

| Stuhlschiedsrichterin |
| --------------------- |
| Alison Hughes         |
| Eva Asderaki          |
| Juan (Jennifer) Zhang |
| Louise Azemar Engzell |
| Marija Čičak          |
| Marijana Veljović     |
| Sabine Schulz         |
| Julie Kjendlie        |
| Kelly Rask (Thomson)  |
| Aurélie Tourte        |
| Katarzyna Radwan-Cho  |
| Paula Vieira Souza    |
| Miriam Bley           |